# Дикомано
Дикомано (итал. Dicomano) је насеље у Италији у округу Фиренца, региону Тоскана.
Према процени из 2011. у насељу је живело 3493 становника. Насеље се налази на надморској висини од 163 м.

## Становништво
| 1936. | 1951. | 1961. | 1971. | 1981. | 1991. | 2001. | 2011. |
| ----- | ----- | ----- | ----- | ----- | ----- | ----- | ----- |
| 5.147 | 4.460 | 3.897 | 3.669 | 4.051 | 4.570 | 4.958 | 5.670 |